# Aign (Kulmain)
Aign ist ein Gemeindeteil der Gemeinde Kulmain
im oberpfälzischen Landkreis Tirschenreuth.

## Geografie
Das Dorf Aign liegt im Südwesten des Fichtelgebirges. Das Dorf ist ein Gemeindeteil der Gemeinde Kulmain und liegt zwei Kilometer nordöstlich von deren Gemeindesitz an der Kreisstraße TIR 21.

## Geschichte
Das bayerische Urkataster zeigte Aign in den 1810er Jahren als eine aus sechs Herdstellen bestehende Ortschaft, die sich aus einem kleinen Kernort und zwei etwas abseits davon gelegenen Einzelgehöften zusammensetzte. Seit dem bayerischen Gemeindeedikt von 1818 gehört Aign zur Gemeinde Kulmain.
| Jahr          | 001824 | 001871 | 001885 | 001900 | 001925 | 001950 | 001961 | 001970 | 001987 |
| Einwohnerzahl | 48     | 46     | 42     | 48     | 47     | 49     | 41     | 45     | 49     |